# Alexander Vallejo Mínguez
Alex Vallejo Mínguez (Vitoria, Álava, 16 de enero de 1992) es un futbolista español que juega de centrocampista y milita en el Diósgyőri VTK de la Nemzeti Bajnokság I.

## Trayectoria
Álex Vallejo fue uno de los grandes valores de la cantera del Deportivo Alavés, llegando a realizar una prueba en abril de 2010 con el Manchester City F. C. (Premier League), tras provocar el interés de otros clubes como el Real Madrid C. F. o el Athletic Club. En la temporada 2010-2011 formó parte de la plantilla del Deportivo Alavés "B" en 3.ª División.
Finalmente, de la mano del técnico Luis De la Fuente, debutó con el Deportivo Alavés (2.ª B) en la primera jornada de la temporada 2011-2012. 
A su regreso al Deportivo Alavés (2.ª B), tras una cesión en el Sestao River C. (2.ª B), el nuevo secretario técnico Javier Zubillaga le indicó a Vallejo que no contaba para el nuevo proyecto deportivo. Fue entonces cuando fichó por el R. C. D. Mallorca "B" (2.ª B).
En 2014 es inscrito en la plantilla del primer equipo pudiendo así demostrar su eficacia como centrocampista en la 2.ª División del futbol español y tras varias ofertas de clubes de 2.ª División, finalmente firmó por el Córdoba C. F. para las siguientes dos temporadas.
En 2019, tras 49 partidos con el Córdoba C. F., firmó con el recién ascendido a 2.ª División C. F. Fuenlabrada.
En octubre de 2020 fue contratado por el Huddersfield Town A. F. C. de Inglaterra, en el que estuvo hasta que expiró su contrato en junio de 2022. En agosto de ese mismo año se marchó a Chipre para jugar en el Doxa Katokopias, donde permaneció media temporada antes de fichar por el Stal Mielec el 26 de enero. Allí completó la campaña antes de iniciar una nueva etapa en el Diósgyőri VTK húngaro.

## Trayectoria internacional
Ha jugado en la selección de Euskadi en las categorías sub-16 y sub-18, así en la selección de España en las categorías sub-17 y sub-19, con la que ganó el XXXVI Torneo Copa del Atlántico.

## Clubes
| Club                       | País       | Año       |
| -------------------------- | ---------- | --------- |
| Deportivo Alavés "B"       | España     | 2010-2011 |
| Deportivo Alavés           | España     | 2011-2012 |
| Sestao River C. (cedido)   | España     | 2012      |
| R. C. D. Mallorca "B"      | España     | 2012-2014 |
| R. C. D. Mallorca          | España     | 2014-2017 |
| Córdoba C. F.              | España     | 2017-2019 |
| C. F. Fuenlabrada          | España     | 2019-2020 |
| Huddersfield Town A. F. C. | Inglaterra | 2020-2022 |
| Doxa Katokopias            | Chipre     | 2022-2023 |
| Stal Mielec                | Polonia    | 2023      |
| Diósgyőri VTK              | Hungría    | 2023-     |